# Krypton-92
Krypton-92 of 92Kr is een radionuclide van krypton, een edelgas met een te groot neutronenoverschot.
Krypton-92 ontstaat onder meer door kernsplijting en door radioactief verval van broom-92 en broom-93.

## Radioactief verval
Krypton-92 vervalt in bijna alle gevallen door β−-verval naar de radio-isotoop rubidium-92:
{\displaystyle {\ce {{^{92}_{36}Kr}->{^{92}_{37}Rb}+{e^{-}}+{\bar {\nu }}_{e}}}}
In 0,0332 % van de gevallen vervalt krypton-92 door emissie van β−- en neutronenstraling naar de radio-isotoop rubidium-91:
{\displaystyle {\ce {^{92}_{36}Kr->{^{91}_{37}Rb}+{n}+{e^{-}}+{{\bar {\nu }}_{e}}}}}
De halveringstijd bedraagt 1,84 seconden.
69Kr · 70Kr · 71Kr · 72Kr · 73Kr · 73mKr · 74Kr · 75Kr · 76Kr · 77Kr · 78Kr · 79Kr · 79mKr · 80Kr · 81Kr · 81mKr · 82Kr · 83Kr · 83m1Kr · 83m2Kr · 84Kr · 84mKr · 85Kr · 85m1Kr · 85m2Kr · 86Kr · 87Kr · 88Kr · 89Kr · 90Kr · 91Kr · 92Kr · 93Kr · 94Kr · 95Kr · 96Kr · 97Kr · 98Kr · 99Kr · 100Kr · 101Kr